# Communauté de communes Terres de Perche
La communauté de communes Terres de Perche est une structure intercommunale française, située dans le département d'Eure-et-Loir et la région Centre-Val de Loire.
Elle est issue de la fusion en 2017 des communautés de communes des Portes du Perche et du Perche thironnais avec extension à la commune de Frazé (issue de la communauté de communes du Perche-Gouët).

## Historique
En octobre 2015, le Schéma de coopération intercommunale (SDCI) préconise la fusion des deux communauté de communes, les communautés de communes des Portes du Perche et du Perche thironnais ne respectant pas les critères imposées par la loi NOTRe. 
La proposition de fusion de ces deux communautés de communes est fondée sur le fait qu’elles sont mitoyennes et membres du syndicat de pays du Perche. Elles présentent des similitudes de territoire et une identité commune. Elles ont également souhaité adhérer au Pôle d’équilibre du territoire rural du Perche en cours de constitution et dont les deux missions principales seront l’élaboration d’un schéma de cohérence territoire à l’échelon local du Perche et de favoriser l’action touristique sur ce secteur.
S’agissant de la demande d’adhésion de la commune de Frazé à la communauté de communes du Perche Thironnais, cette dernière en a exprimé le souhait par délibération du 4 septembre 2015. Le conseil municipal a notamment rappelé que la commune appartenait à l’ancien canton de Thiron-Gardais et de cette appartenance s’est tissée une coopération intercommunale avec les communes du Perche Thironnais. Le conseil communautaire du perche Thironnais, a, dans sa séance du 22 septembre 2015, donné un avis favorable à la demande d’adhésion de la commune de Frazé.
Le conseil communautaire des Portes du Perche se prononcera contre la fusion. À l'issue de la procédure de consultation, la majorité qualifiée requise n'a pas été atteinte et c'est la commission départementale de la coopération intercommunale (CDCI) qui a approuvé la fusion en passant outre aux souhaits des membres concernés.
L'arrêté préfectoral est pris le 8 décembre 2016.
Le 1er janvier 2019, Frétigny et Saint-Denis-d'Authou fusionnent pour constituer la commune nouvelle de Saintigny et Coudreceau fusionne avec Brunelles et Margon au sein de la commune nouvelle d'Arcisses. Cette dernière choisit d'adhérer à la communauté de communes du Perche.

## Territoire communautaire

### Géographie
Située à l'est du département d'Eure-et-Loir, la communauté de communes Terres de Perche regroupe 22 communes et présente une superficie de 367,6 km2.

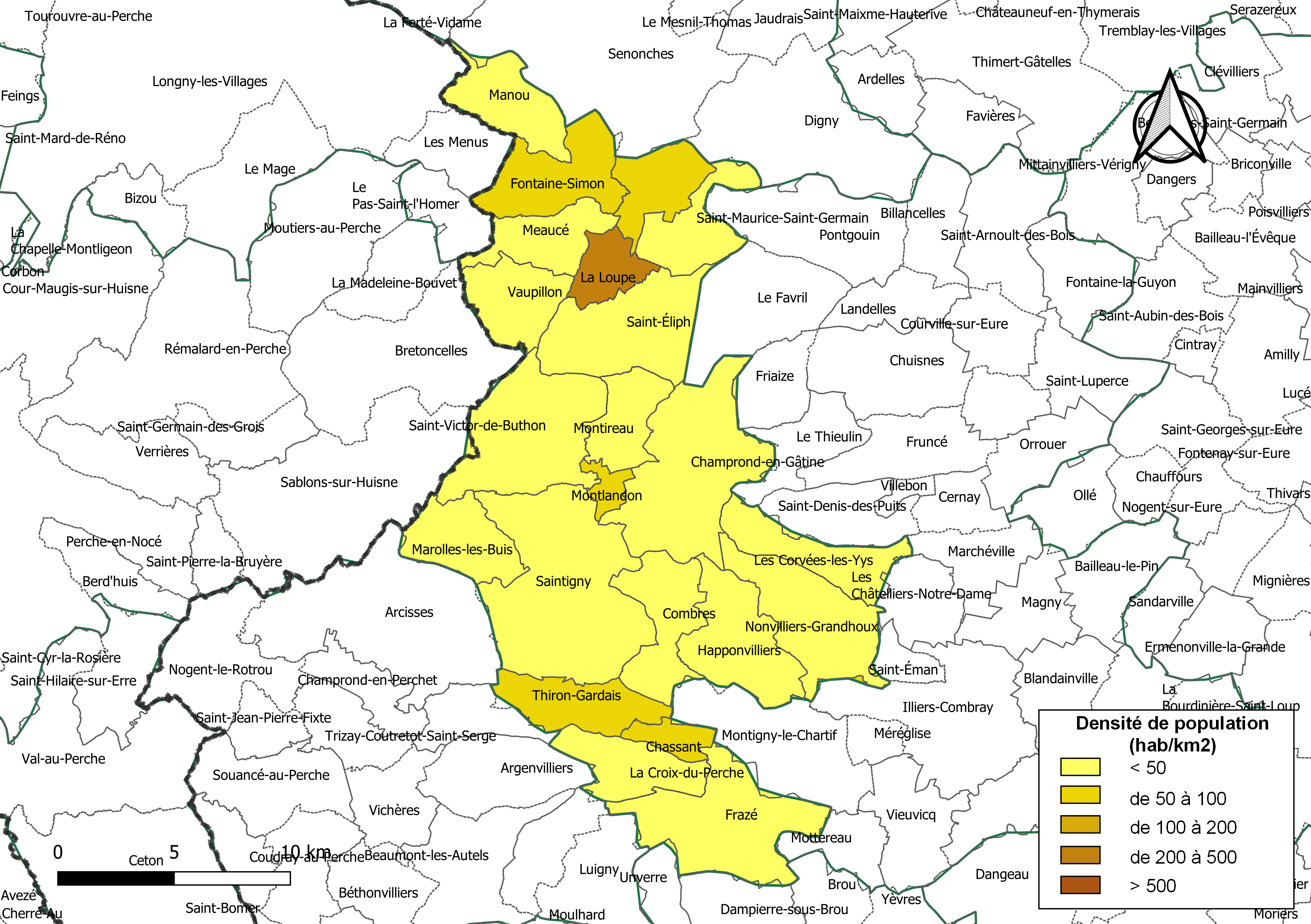
Carte des densités de population (millésimée 2016) des communes de la communauté de communes Terres de Perche. Composition en communes au 1er janvier 2019.

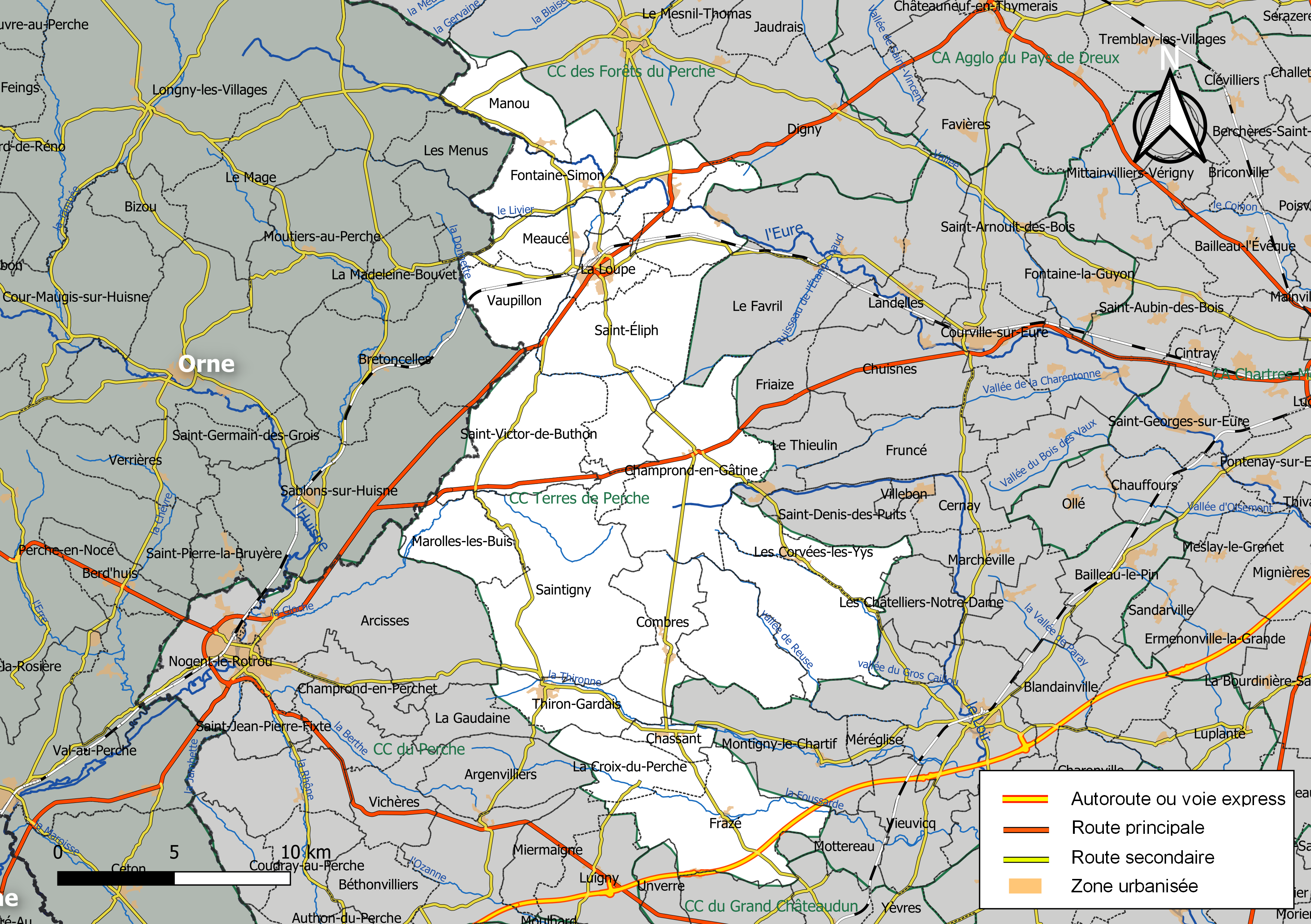
Carte de la communauté de communes Terres de Perche au 1er janvier 2019.

### Composition
La communauté de communes est composée des 22 communes suivantes :

| Nom                         | Code Insee | Gentilé          | Superficie (km2) | Population (dernière pop. légale) | Densité (hab./km2) |
| --------------------------- | ---------- | ---------------- | ---------------- | --------------------------------- | ------------------ |
| La Loupe (siège)            | 28214      | Loupiots         | 7,27             | 3 230 (2022)                      | 444                |
| Belhomert-Guéhouville       | 28033      | Belhomertois     | 10,95            | 811 (2022)                        | 74                 |
| Champrond-en-Gâtine         | 28071      | Champronnais     | 33,68            | 733 (2022)                        | 22                 |
| Chassant                    | 28086      | Chassantais      | 4,46             | 304 (2022)                        | 68                 |
| Combres                     | 28105      | Combrésiens      | 14,9             | 553 (2022)                        | 37                 |
| Les Corvées-les-Yys         | 28109      | Corvésiens       | 13,51            | 327 (2022)                        | 24                 |
| La Croix-du-Perche          | 28119      | Croisiens        | 12,5             | 148 (2022)                        | 12                 |
| Fontaine-Simon              | 28156      |                  | 16,88            | 887 (2022)                        | 53                 |
| Frazé                       | 28161      | Frazéens         | 27,55            | 488 (2022)                        | 18                 |
| Happonvilliers              | 28192      | Happonvillériens | 18,96            | 309 (2022)                        | 16                 |
| Manou                       | 28232      | Manouitos        | 13,38            | 606 (2022)                        | 45                 |
| Marolles-les-Buis           | 28237      |                  | 13,08            | 207 (2022)                        | 16                 |
| Meaucé                      | 28240      | Meaucéens        | 11,33            | 499 (2022)                        | 44                 |
| Montireau                   | 28264      | Montireliens     | 10,1             | 136 (2022)                        | 13                 |
| Montlandon                  | 28265      | Montlandonnais   | 2,87             | 254 (2022)                        | 89                 |
| Nonvilliers-Grandhoux       | 28282      |                  | 21,61            | 431 (2022)                        | 20                 |
| Saint-Éliph                 | 28335      |                  | 23,46            | 833 (2022)                        | 36                 |
| Saint-Maurice-Saint-Germain | 28354      | Saint-Mauriciens | 12,19            | 484 (2022)                        | 40                 |
| Saint-Victor-de-Buthon      | 28362      |                  | 27,72            | 509 (2022)                        | 18                 |
| Saintigny                   | 28331      |                  | 45,22            | 934 (2022)                        | 21                 |
| Thiron-Gardais              | 28387      | Thironnais       | 13,46            | 972 (2022)                        | 72                 |
| Vaupillon                   | 28401      | Vaupillonnais    | 12,47            | 461 (2022)                        | 37                 |

### Démographie
| 1968   | 1975   | 1982   | 1990   | 1999   | 2008   | 2013   | 2019   |
| ------ | ------ | ------ | ------ | ------ | ------ | ------ | ------ |
| 12 294 | 12 315 | 12 384 | 13 164 | 13 431 | 14 255 | 14 638 | 14 205 |

## Administration

### Siège
Le siège de la communauté de communes est situé à La Loupe.

### Conseil communautaire
Le conseil communautaire de la communauté de communes se compose de 41 conseillers, représentant chacune des communes membres et élus pour une durée de six ans.
Ils sont répartis comme suit :
| Nombre de conseillers | Communes |
| --------------------- | --- |
| 8                     | La Loupe |
| 2                     | Belhomert-Guéhouville, Champrond-en-Gâtine, Combres, Fontaine-Simon, Frazé, Manou, Meaucé, Saint-Éliph, Saint-Victor-de-Buthon, Saintigny, Thiron-Gardais, Vaupillon |
| 1 (+1 suppléant)      | les 9 autres communes |

### Présidence
| Période      | Période  | Identité    | Étiquette | Qualité                     |
| ------------ | -------- | ----------- | --------- | --------------------------- |
| janvier 2017 | En cours | Éric Gérard | LR        | Maire de La Loupe (2008 → ) |

### Régime fiscal et budget
Le régime fiscal de la communauté de communes est la fiscalité professionnelle unique (FPU).